# Rudolf Nurejev
Rudolf Hametovitj Nurejev (ryska: Рудольф Хаметович Нуреев; tatariska: Rudolf Xämät ulı Nuriev), född 17 mars 1938 nära Irkutsk, Sovjetunionen, död 6 januari 1993 i Levallois-Perret strax utanför Paris, Frankrike, var en sovjetisk balettdansör.

## Biografi
Nurejev föddes i en järnvägsvagn nära Irkutsk som son till en politisk kommissarie av tatariskt ursprung och växte sedan upp i den ryska staden Ufa i Basjkirien där hans karriär som dansare började i en folklore-dansgrupp.
Han fick sin utbildning vid balettskolan i Leningrad för Aleksandr Pusjkin och var solodansör vid Kirovbaletten.
Nurejev hoppade av till väst på Le Bourget-flygplatsen den 17 juni 1961. Han blev därefter en framstående dansör vid Royal Ballet i London, där hans främsta danspartner under flera år var den brittiska ballerinan Margot Fonteyn.
Han blev 1983 direktör för Parisoperans balett. Vid flera tillfällen medverkade Nurejev också på film, främst i amerikanska produktioner; bland annat spelade han Rudolph Valentino i Ken Russells film Valentino (1977).
Nurejev avled i Aids 1993. Hans homosexualitet hade fram till dess inte varit offentlig.